# Provalys
Pour les articles homonymes, voir Provalys (homonymie).
Le Provalys est un navire méthanier ; c'était, avec son sister-ship le Gaselys, le plus grand méthanier en service du monde à son lancement.

## Construction
Le Provalys a été commandé en septembre 2003 auprès des Chantiers de l'Atlantique par Gaz de France, qui en est l'armateur et l'affréteur. Il a été livré en novembre 2006, avec une année de retard due à des problèmes d'étanchéité au niveau des cuves.
La construction du Provalys en quelques dates :
- signature du contrat : 29 septembre 2003 ;
- découpe de la première tôle : 18 novembre 2003 ;
- mise sur cale du premier bloc : 22 avril 2004 ;
- mise à flot : 12 mars 2005 ;
- livraison : 14 novembre 2006 ;
- baptême : 16 novembre 2006.

Son coût est estimé à plus de 200 millions d'euros.
Il est la propriété de Gaz de France à 40 % contre 60 % pour l'armateur japonais NYK. La gérance technique est confiée à Gazocéan, filiale à 80 % de GDF Suez, et de l'armateur japonais NYK (20 %).

## Caractéristiques
D'une capacité de 153 500 m3 de GNL, le Provalys est aujourd’hui le navire méthanier ayant la plus grande capacité tout en conservant des dimensions (290 m de longueur, 43,5 m de largeur et 11,6 m de tirant d'eau) lui permettant de charger ou décharger dans les principaux ports méthaniers actuels.
Le Provalys présente deux innovations technologiques qui en ont fait l'un des méthaniers les plus performants lors de son lancement :
1. un nouveau système d'isolation cryogénique des cuves à membranes CS1 développée par Gaztransport & Technigaz, qui limite les évaporations naturelles et accroît la capacité de transport ;
2. un système de propulsion composé de moteurs de type Diesel alimentés principalement par du gaz naturel provenant de l'évaporation naturelle de la cargaison (sur le Provalys chargé, 0,15 % de la cargaison de GNL s’évapore chaque jour, soit environ 5 tonnes de GNL par heure). Cette innovation permet d'améliorer très sensiblement le rendement global de la propulsion et limite les émissions de gaz à effet de serre (dioxyde de carbone et oxydes de soufre).

## Sources
- (fr) Communiqué de presse Gaz de France du 16 novembre 2006
- (fr) Brest : Provalys, un géant aux perfectionnements multiples